# إبراهام نونيز (لاعب كرة قاعدة)
إبراهام نونيز (بالإنجليزية: Abraham Núñez)‏ هو لاعب كرة قاعدة دومينيكاوي، ولد في 5 فبراير 1977 في باجوس دي هاينا في جمهورية الدومينيكان.

## وصلات خارجية
- إبراهام نونيز (لاعب كرة قاعدة) على موقعبيزبول رفرنس.كوم (الدوري الرئيسي) (الإنجليزية)
- إبراهام نونيز (لاعب كرة قاعدة) على موقعبيزبول رفرنس.كوم (الدوري الثانوي) (الإنجليزية)